# 索羅科利托韋
50°50′52″N 34°9′36″E / 50.84778°N 34.16000°E
索羅科利托韋（烏克蘭語：Сороколітове）是位於烏克蘭東北部的村莊，由蘇梅州羅姆內區的維利沙納市鎮負責管轄。該村處於蘇拉河右岸，分別距離澤連基夫卡1公里和韋爾霍蘇爾卡4.5公里，海拔高度137米，2001年人口43。